# Памятник Георгию Димитрову (Ярославль)
Памятник Георгию Димитрову (Ярославль) — памятник болгарскому революционеру, государственному, политическому и партийному деятелю Георгию Михайловичу Димитрову, установленный в городе Ярославле.

## Местоположение
Памятник расположен напротив табачной фабрики «Балканская звезда», на пересечении улицы Победы и проспекта Октября.

## История
В 1937 году Григорий Димитров был избран депутатом Верховного Совета СССР от Ярославской области
Памятник открыт в 1985 году. Он является подарком Болгарии Ярославлю в знак дружбы, так как в середине 1980-х годов в городе работала группа болгарских инженеров и строителей.

## Описание
Памятник представляет собой бронзовый бюст «болгарского Ленина» Георгия Михайловича Димитрова. Бюст установлен на высоком гранитном постаменте. На передней грани постамента выгравированы инициалы Димитрова.
Памятник является объектом культурного наследия регионального значения.